# NGC 352
NGC 352 is een balkspiraalstelsel in het sterrenbeeld Walvis. Het hemelobject ligt ongeveer 218 miljoen lichtjaar van de Aarde verwijderd en werd op 20 september 1784 ontdekt door de Duits-Britse astronoom William Herschel.

## Synoniemen
- PGC 3701
- MCG -1-3-71
- IRAS00596-0430